# Gran huracà de 1780
El Gran huracà de 1780 és considerat el cicló tropical atlàntic més mortífer de tots els temps. Van morir al voltant de 22.000 persones quan la tempesta va passar per Martinica, Sint Eustatius i Barbados entre el 10 d'octubre i el 16 d'octubre de 1780. Milers de morts es van produir a prop de la costa.

## La tempesta
L'huracà va colpejar el Carib en plena Guerra d'Independència dels Estats Units i va deixar un gran rastre de víctimes entre les flotes britànica i francesa, que es trobaven lluitant pel control de l'àrea. La flota comandada per l'almirall britànic George Rodney, que navegava des de Nova York cap a les Índies Occidentals, es va dispersar i va resultar delmada per la tempesta. Quan l'almirall Rodney va arribar a Barbados, només va poder reunir vuit dels dotze vaixells de guerra amb els quals viatjava, ja que la resta estaven destruïts i la major part de la tripulació s'havia ofegat.
Un explorador britànic que es va enviar per calibrar els danys, va explicar que la tempesta va persistir durant dos dies prop de Barbados. La destrucció era tan gran que l'explorador va creure erròniament que un terratrèmol havia acompanyat la tempesta. L'illa estava gairebé completament arrasada. Dotzenes de barques de pescadors no van retornar dels seus viatges. Gairebé cada família de l'illa va perdre un familiar a la tempesta.

## Curiositats
A la dècada del 1780 es van produir tres huracans que van causar més de mil morts cadascun. Casualment, tots tres van tenir lloc al mes d'octubre.
Al voltant de 1780, també es va registrar un pic màxim de taques solars, el nivell més alt des de feia segles. Durant el cicle solar de 1775-1785 es van produir un gran nombre d'huracans fatals: 3 dels 10 pitjors, i 6 dels 25 pitjors dels quatre últims segles.
Altres huracans atlàntics que han causat nombres elevats de víctimes són l'huracà Mitch i l'huracà de Galveston de 1900. En comparació, l'huracà Katrina va matar menys de 2.000 persones.